# رالف مورلي
رالف مورلي (بالإنجليزية: Ralph Morley)‏ هو سياسي بريطاني (وحمل سابقاً جنسية المملكة المتحدة لبريطانيا العظمى وأيرلندا)، ولد في 25 أكتوبر 1882، وتوفي في 14 يونيو 1955. حزبياً، نشط في حزب العمال.

## مناصب
- في الانتخابات العامة في المملكة المتحدة 1929 [الإنجليزية]‏، انتخب عضو برلمان المملكة المتحدة الـ35 عن دائرة Southampton (UK Parliament constituency) [الإنجليزية]‏ (30 مايو 1929 – 7 أكتوبر 1931).
- في الانتخابات العامة في المملكة المتحدة 1945 [الإنجليزية]‏، انتخب عضو برلمان المملكة المتحدة الـ38 عن دائرة Southampton (UK Parliament constituency) [الإنجليزية]‏ (5 يوليو 1945 – 3 فبراير 1950).
- في الانتخابات العامة في المملكة المتحدة 1950 [الإنجليزية]‏، انتخب عضو برلمان المملكة المتحدة الـ39 عن دائرة ساوثهامبتون إتشون (23 فبراير 1950 – 5 أكتوبر 1951).
- في الانتخابات العامة في المملكة المتحدة 1951 [الإنجليزية]‏، انتخب عضو برلمان المملكة المتحدة الـ40 عن دائرة ساوثهامبتون إتشون (25 أكتوبر 1951 – 6 مايو 1955).